# Salvatore Molina
Salvatore Andrea Molina (* 1. Januar 1992 in Garbagnate Milanese) ist ein italienischer Fußballspieler.

## Karriere
Molina begann seine Laufbahn 2001 in der Jugendabteilung Atalanta Bergamos, die in Italien als Talentschmiede bekannt ist. Er durchlief diese bis 2011, worauf er in den Profibereich übernommen wurde. Um seine Entwicklung zu fördern, verlieh man ihn jedoch sogleich an die US Foggia in die Lega Pro Prima Divisione. In der Spielzeit 2011/12 absolvierte Molina 20 Partien für Foggia, in denen ihm ein Treffer gelang. Auch in der folgenden Saison entschied man sich für ein Leihgeschäft, diesmal mit der SS Barletta Calcio. Für diese lief Molina in der Spielzeit 2012/13 in 29 Ligaspielen auf und konnte zwei Tore erzielen. Nach seinen guten Leistungen für Barletta wurde Molina in die Serie B zum FC Modena verliehen, um den nächsten Karriereschritt zu absolvieren. In der Spielzeit 2013/14 stand er in 36 Partien auf dem Feld und markierte vier Treffer. Mit Modena unterlag er am Ende der Saison in den Aufstiegs-Play-Offs der AC Cesena, dem späteren Sieger der Play-offs. Zur Spielzeit 2014/15 kehrte Molina nach Bergamo zurück. Sein Serie-A-Debüt feierte er am 21. September 2014 bei der 0:1-Niederlage gegen die AC Florenz am dritten Spieltag. Zwischen 2015 und 2018 folgten weitere Leihen zu Carpi FC, AC Cesena, AC Perugia Calcio und US Avellino 1912. Im August 2018 wechselte er fest zum FC Crotone. Dort verblieb er über drei Jahre, bevor er sich im Januar 2022 der AC Monza anschloss. Im Januar 2023 wechselte er für ein halbes Jahr zur SSC Bari in die Serie B.

### Nationalmannschaft
Molina gab sein Debüt für die U-20-Nationalmannschaft Italiens am 25. März 2011 bei der 0:1-Niederlage gegen die Schweiz. Er absolvierte bis 2012 noch drei weitere Spiele für die U-20. Für die U-21-Auswahl gab er am 5. September 2013 sein Debüt bei der 1:3-Niederlage gegen Belgien. Mit den Azzurrini konnte er sich im Oktober 2014 für die Europameisterschaft 2015 qualifizieren.